# Coleonyx
Coleonyx Gray, 1845 è un genere di piccoli sauri della famiglia Eublepharidae.

## Descrizione
Sono sauri di piccola taglia, con colori diversi a seconda della specie. Sono sprovvisti di lamelle subdigitali e sono quindi prevalentemente terrestri. Come gli altri eublefaridi sono dotati di palpebre mobili.

## Biologia
Hanno abitudini notturne e crepuscolari, prediligono ambienti aridi e rocciosi.
Sono terrestri e si nutrono di insetti.

## Tassonomia
Il genere comprende le seguenti specie:
- Coleonyx brevis Stejneger, 1893 - geco variegato del Texas
- Coleonyx elegans Gray, 1845
- Coleonyx fasciatus (Boulenger, 1885)
- Coleonyx mitratus (Peters, 1863)
- Coleonyx reticulatus Davis e Dixon, 1958
- Coleonyx switaki (Murphy, 1974) - geco dai piedi scalzi
- Coleonyx variegatus (Baird, 1959) - geco variegato